# Jaremtsje
De Oekraïense stad Jaremtsje (Oekraïens en Russisch: Яремче, tot aan 2006 bekend als Яремча; Pools: Jaremcze) is gelegen in het gelijknamige stadsdistrict in het zuidwesten van de oblast Ivano-Frankivsk.

## Geschiedenis
De eerste historische referentie naar Jaremtsje dateert uit 1787. De plaats is mogelijk vernoemd naar een man die hier in de bergen woonde, genaamd «Jarema». De plaats begon te groeien nadat er in 1894 een spoorlijn werd gebouwd. De stad is thans via het spoornetwerk verbonden met de plaatsen Ivano-Frankivsk, Vorochta en Rachiv. In 1963 verkreeg Jaremtsje de stadsstatus. Voor 2006 was Jaremtsje echter bekend als Jaremtsja. Deze naamswijziging werd op 14 december 2006 ingevoerd.

## Toerisme
In Jaremtsje zijn enkele historische houten kerken te bezichtigen en in de stad zijn twee souvenirmarkten waar ornamenten van de Hoetsoelen worden verkocht. Ook ligt de stad in de nabijheid van het Nationaal Park Karpaten en de hoogste berg van Oekraïne, Hoverla (2.061 meter).

## Galerij

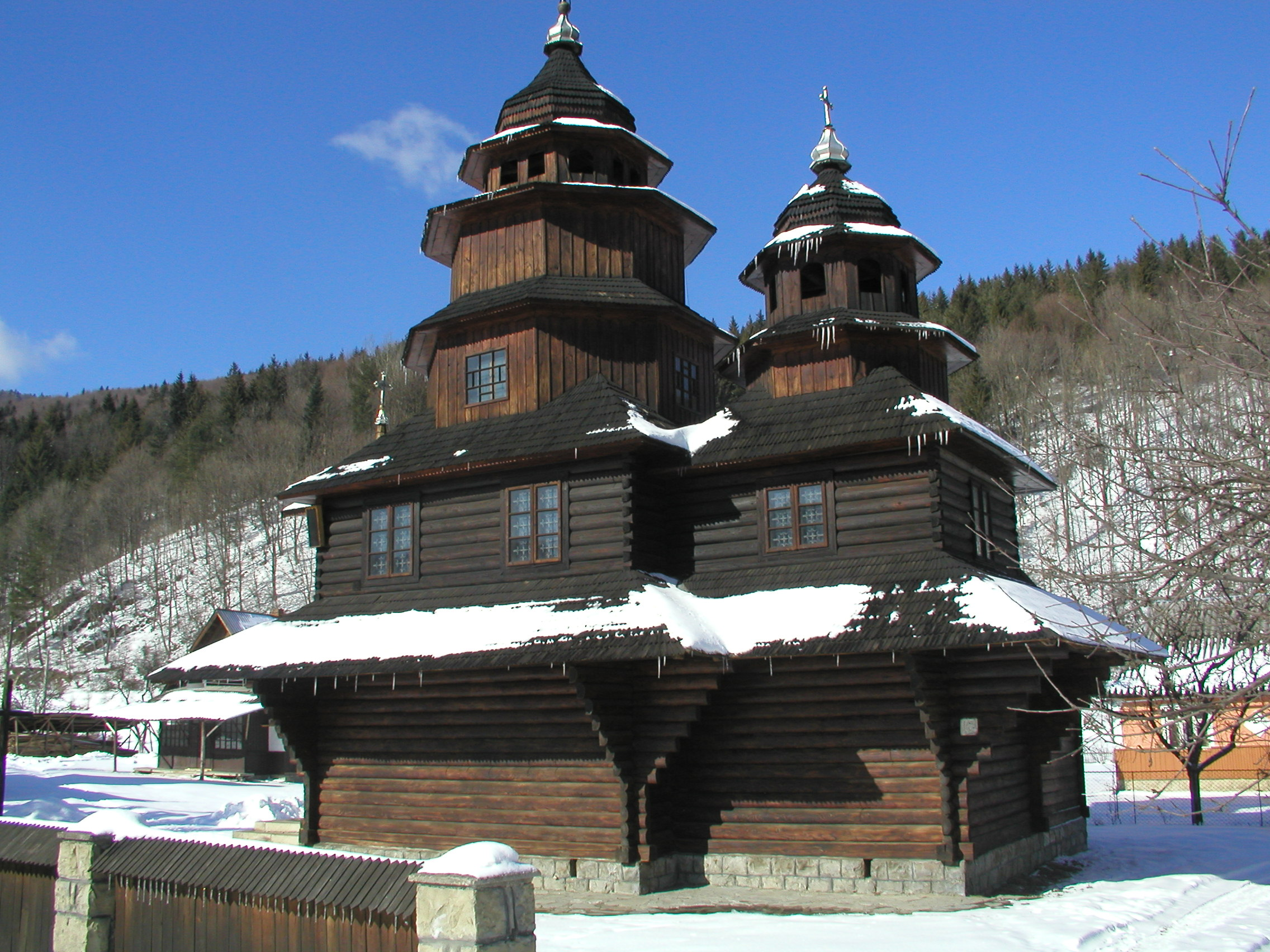
Monumentale houten kerk uit 1973.
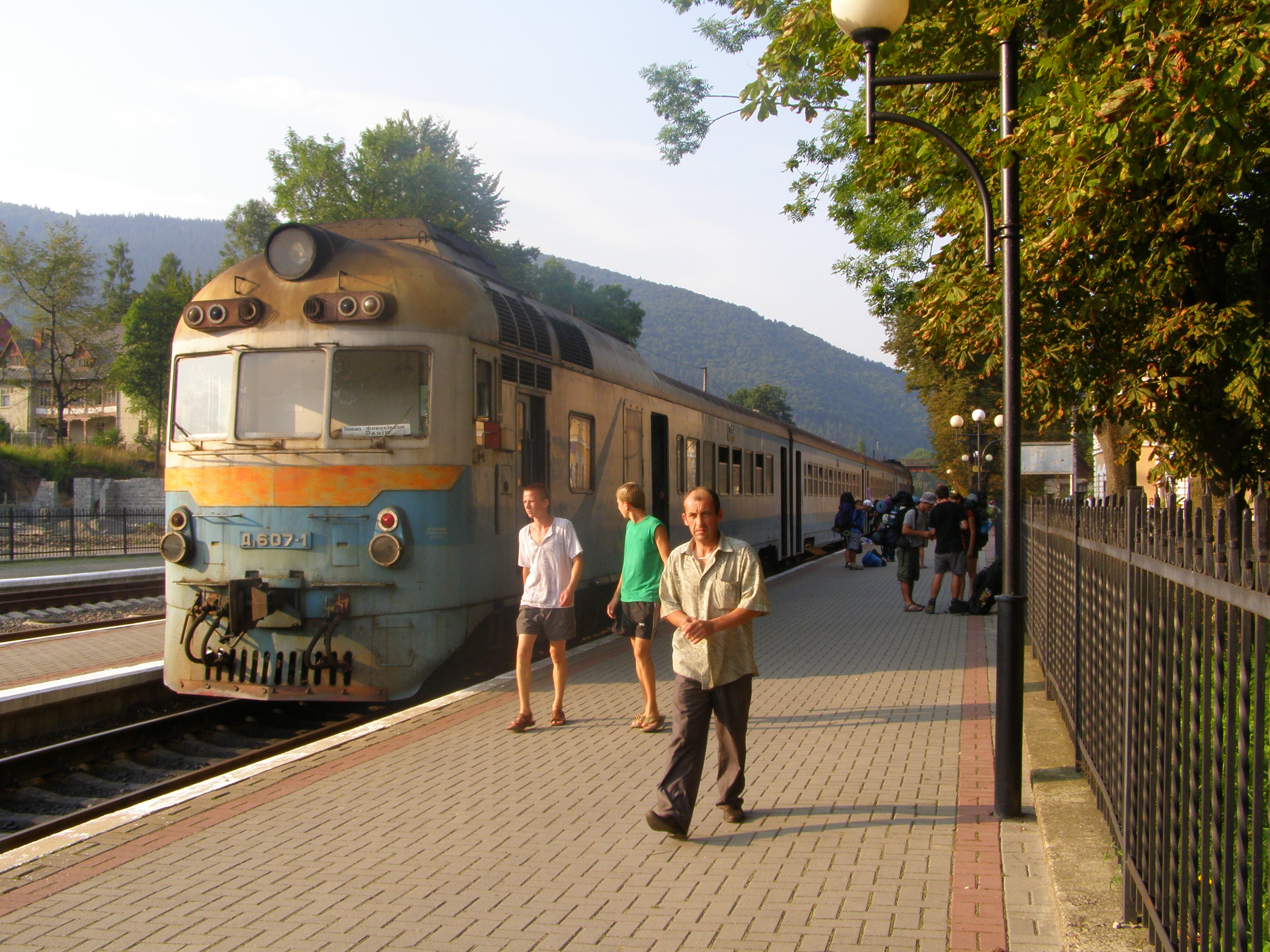
Station Jaremtsje.
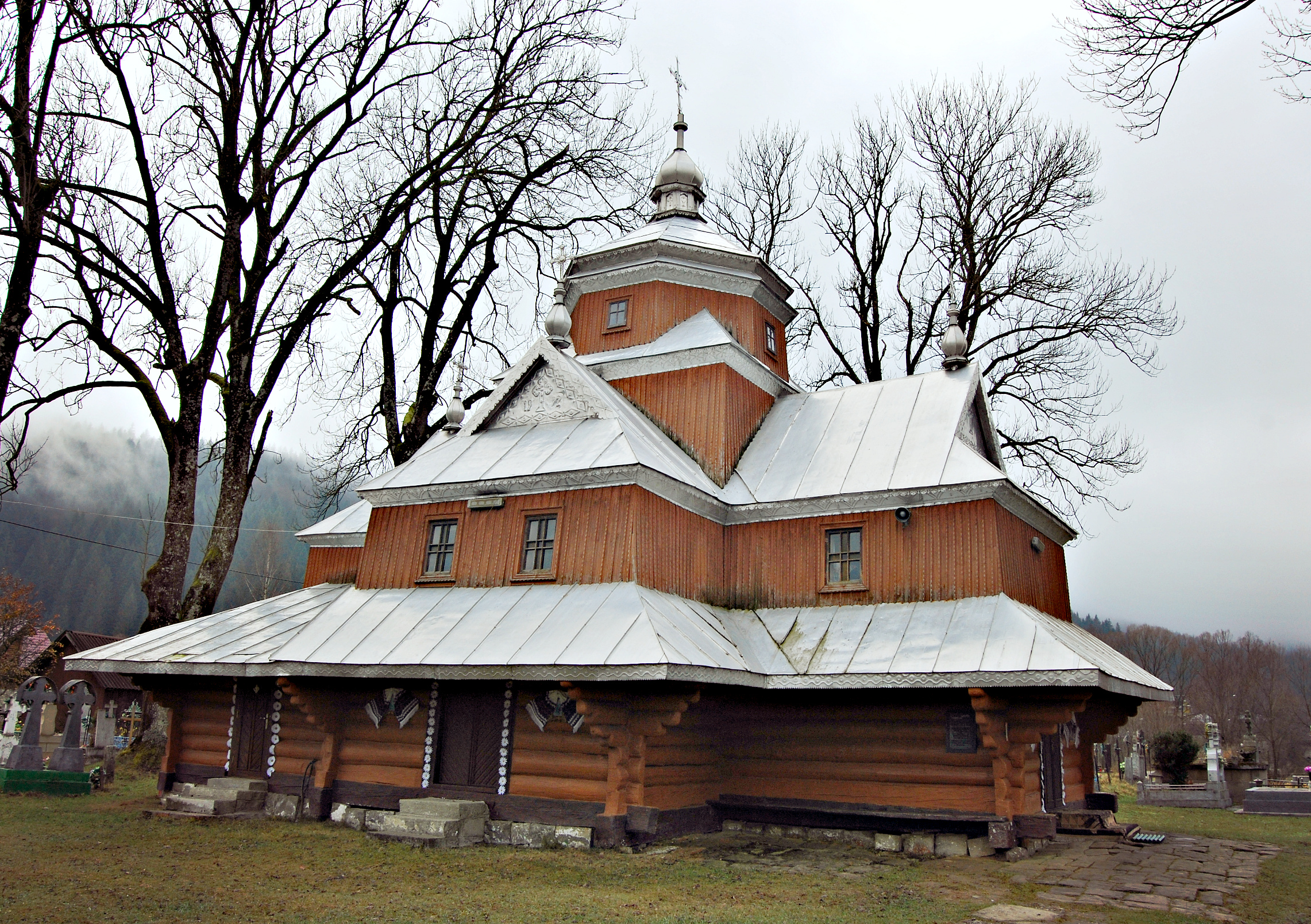
Monumentale houten kerk uit 1663.
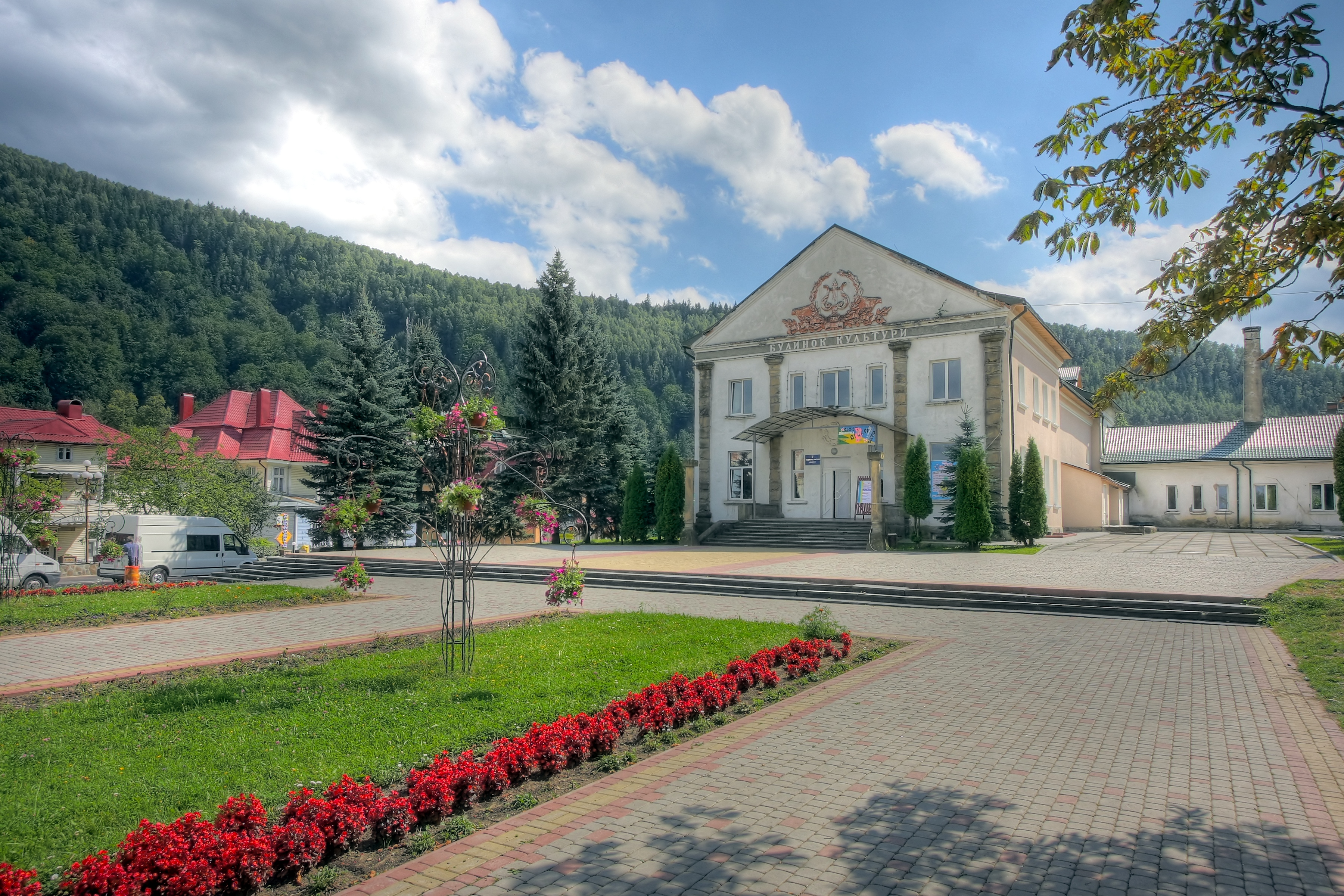
Kulturhus.